# Protidobava
Protidobava pomeni izmenjavo blaga ali storitev, za katere se namesto z denarjem v celoti ali deloma plača z drugim blagom ali storitvami. Monetarna vrednost se lahko uporabi za namene računovodstva. Pri dogovarjanju suverenih držav se uporablja izraz dvostranska trgovina.